# 蝴蝶密碼
《蝴蝶密碼》（英語：Butterfly Cipher）是2005年單元劇，曦康傳播製作，以戲劇手法呈現社會故事劇情，不僅結合社會刑案，更加入了靈異第六感的元素。2005年10月11日舉行試片會，2005年10月13日於台視首播。

## 播出時間
| 頻道 | 所在地 | 播放日期       | 播出時間             | 備註 |
| ---- | ------ | -------------- | -------------------- | ---- |
| 台視 | 臺灣   | 2005年10月13日 | 每週四 21:30 - 23:00 |      |

## 開場白
|  | 蝴蝶翩翩飛舞 引領我們進入人世間最黑暗詭譎的慾望叢林 看盡人性貪婪狡詐與爭名奪利 恩怨糾纏不清 愛恨難分難捨 紅塵滾滾 芸芸眾生 重複上演著悲歡離合的戲碼 看蝴蝶揮動天使般的羽翅 撫慰著委屈受創的心靈 找出犯罪者無所遁逃的致勝密碼 這些謎樣的因果輪迴 我們稱之為 - 蝴蝶密碼 |

## 單元
| 播出日期       | 播出集數 | 單元名稱                      | 參考資料 |
| 2005年10月13日 | 第1集    | 吸血艷姬                      |          |
| 2005年10月20日 | 第2集    | 鏡頭裡的真相                  |          |
| 2005年10月27日 | 第3集    | 蝶變                          |          |
| 2005年11月3日  | 第4集    | 親親寶貝                      |          |
| 2005年11月10日 | 第5集    | 看不見的復仇                  |          |
| 2005年11月17日 | 第6集    | 催情殺機                      |          |
| 2005年11月24日 | 第7集    | 人頭不見了                    |          |
| 2005年12月1日  | 第8集    | 復活                          |          |
| 2005年12月8日  | 第9集    | 少年八家將                    |          |
| 2005年12月15日 | 第10集   | 謊言的代價                    |          |
| 2005年12月22日 | 第11集   | 鬼戀                          |          |
| 2005年12月29日 | 第12集   | 美英的四個男人                |          |
| 2006年1月5日   | 第13集   | 靈貓                          |          |
| 2006年1月12日  | 第14集   | 奪命鬼手                      |          |
| 2006年1月19日  | 第15集   | 紅色生死戀                    |          |
| 2006年1月26日  | 第16集   | 消失的屍體                    |          |
| 2006年2月9日   | 第17集   | 鬼使神差                      |          |
| 2006年2月16日  | 第18集   | 鬼童                          |          |
| 2006年2月23日  | 第19集   | 殺意的迷霧                    |          |
| 2006年3月2日   | 第20集   | 蟾蜍咒                        |          |
| 2006年3月9日   | 第21集   | 死亡時刻                      |          |
| 2006年3月16日  | 第22集   | 陰宅                          |          |
| 2006年3月23日  | 第23集   | 蝶變真相                      |          |
| 2006年3月30日  | 第24集   | 不一樣的媽媽                  |          |
| 2006年4月6日   | 第25集   | 高跟鞋殺機                    | [ 2 ]    |
| 2006年4月13日  | 第26集   | 危機第六感                    |          |
| 2006年4月20日  | 第27集   | 桃花祭                        |          |
| 2006年4月27日  | 第28集   | 活命                          |          |
| 2006年5月4日   | 第29集   | 鬼歌                          |          |
| 2006年5月11日  | 第30集   | 都會魔女系列 - 禮物女郎       |          |
| 2006年5月18日  | 第31集   | 紅塵傳奇系列 - 鬼手印         |          |
| 2006年5月25日  | 第32集   | 紅塵傳奇系列 - 鬼娃娃         |          |
| 2006年6月1日   | 第33集   | 紅塵傳奇系列 - 十點狼人       |          |
| 2006年6月8日   | 第34集   | 都會魔女系列 - 搶錢家庭       |          |
| 2006年6月15日  | 第35集   | 紅塵傳奇系列 - 魔戒           |          |
| 2006年6月22日  | 第36集   | 紅塵傳奇系列 - 紫河車         |          |
| 2006年6月29日  | 第37集   | 都會魔女系列 - 出租女郎       |          |
| 2006年7月6日   | 第38集   | 人間天使系列 - 見鬼了         |          |
| 2006年7月13日  | 第39集   | 紅塵傳奇系列 - 追夢的人       |          |
| 2006年7月20日  | 第40集   | 紅塵傳奇系列 - 變身           |          |
| 2006年7月27日  | 第41集   | 都會魔女系列 - 檳榔辣西施     |          |
| 2006年8月3日   | 第42集   | 紅塵傳奇系列 - 時光魔盒       |          |
| 2006年8月10日  | 第43集   | 紅塵傳奇系列 - 惡靈喜妹       |          |
| 2006年8月17日  | 第44集   | 紅塵傳奇系列 - 陰魂不散       |          |
| 2006年8月24日  | 第45集   | 紅塵傳奇系列 - 遺忘的記憶     |          |
| 2006年8月31日  | 第46集   | 紅塵傳奇系列 - 神仙服         |          |
| 2006年9月7日   | 第47集   | 紅塵傳奇系列 - 不死           |          |
| 2006年9月14日  | 第48集   | 人間天使系列 - 見鬼了(2) 怨咒 |          |
| 2006年9月21日  | 第49集   | 紅塵傳奇系列 - 鬼胎           |          |
| 2006年9月28日  | 第50集   | 紅塵傳奇系列 - 色鬼在我家     |          |
| 2006年10月5日  | 第51集   | 紅塵傳奇系列 - 我和門神有個約 |          |

## 外部連結
- 台娛百科上的相关条目：蝴蝶密碼
- 蝴蝶密碼
- YouTube上的蝴蝶密碼播放列表

## 節目的變遷
| 臺灣 台視 週四 21:30-23:00 | 臺灣 台視 週四 21:30-23:00                   | 臺灣 台視 週四 21:30-23:00 |
| -------------------------- | -------------------------------------------- | -------------------------- |
|                            | 蝴蝶密碼 （2005年10月13日 －2006年10月5日 ） |                            |
| —                          | —                                            |                            |